# Stadio municipale (Kiryat Shmona)
Lo stadio municipale di Kiryat Shmona (ebr.: אצטדיון קריית שמונה, Itztadion Kiryat Shmona) è uno stadio di calcio della città israeliana di Kiryat Shmona. Ospita le partite casalinghe dell'Ironi Kiryat Shmona.

## Storia
Edificato nel 1989, conteneva inizialmente una tribuna da circa 2 300 posti a sedere. È stato sottoposto a più riprese a lavori di ristrutturazione. Nel 2006, con la promozione dell'Ironi Kiryat Shmona in Ligat ha'Al, iniziarono i lavori di costruzione della tribuna est, che aggiunse altri 3 000 posti a sedere, e nella tribuna esistente furono installati seggiolini in plastica. Fu inoltre predisposto un ampio parcheggio nella parte nord dello stadio. 
Il 14 agosto 2009 lo stadio ospitò un'esibizione del cantante Shlomo Artzi in occasione delle celebrazioni per i sessant'anni dalla fondazione della città. Nel 2011 ospitò la cerimonia di apertura delle Maccabiadi svoltesi in Israele.
Nel 2017 l'impianto fu nuovamente ristrutturato, con l'installazione di nuove panchine, la sostituzione di tutti i seggiolini nella vecchia tribuna ovest, il miglioramento delle infrastrutture di irrigazione e drenaggio del prato per impedirne l'allagamento d'inverno e l'installazione di un maxischermo di 40 metri quadrati sul lato sud. Fu inoltre edificata una nuova cabina di trasmissione rialzata presso la tribuna ovest. Furono rinnovati i dispositivi di trasmissione, i servizi igienici e fu aggiunta un'area per i buffet.